# Пам'ятник В'ячеславові Чорноволу (Миколаїв)
Пам'ятник В'ячеславові Чорноволу у Миколаєві розташований на перетині  Великої Морської та Нікольської вулиць.
Пам'ятник одному із засновників «Народного руху України» відкритий 23 серпня 2007 року. Скульптор — Віктор Макушин. Архітектор проєкту благоустрою скверу — Віктор Москаленко. Пам'ятник виконаний з граніту Токівського родовища бузкового кольору. Загальна висота пам'ятника — 2,9 метра, скульптури — 1,4 метра. Біля пам'ятника облаштовано сквер: встановлені лавки, облаштовані алеї, споруджений круглий фонтан, висота струменів якого сягає 2,2 метра. Всі роботи виконані за рахунок благодійних внесків.

## Випадки вандалізму
У листопаді 2007 року в скульптури вандали відбили ніс. У червні 2008 року ніс знову відпав, через те, що його погано прикріпили минулого разу.
У лютому 2014 року, через день після зносу пам'ятника Леніну в Миколаєві, невідомі розмалювали пам'ятник Чорноволу свастикою, а наступного дня невдало спробували його знести. У квітні 2014-го пам'ятник облили червоною, синьою і білою фарбою — кольорами російського прапора.